# Nothing Else Matters
Singles de Metallica
The Unforgiven
(1991) Wherever I May Roam
(1992)
Nothing Else Matters est une chanson du groupe de heavy metal Metallica, figurant sur l'album Metallica (plus souvent nommé Black Album en raison de sa pochette entièrement noire à l'exception d'un serpent gris) sorti en 1991. Elle demeure une des plus connues du groupe.

## Historique
Cette ballade diffère des compositions habituelles du groupe. Elle commence par une longue introduction jouée à la guitare acoustique. Ses paroles évoquent sur un ton mélancolique l'indépendance et ce qui est le plus important dans la vie. Cette chanson a participé au succès commercial du groupe en lui ouvrant les portes d'une diffusion plus grand public : elle fut ainsi classée à la 34e place au Billboard Hot 100 le 2 mai 1992. Elle a été reprise par de nombreux groupes hors de l'univers heavy metal. Nothing Else Matters est parfois considérée par certains détracteurs comme le symbole du virage qu'aurait pris le groupe Metallica par rapport à la musique des albums précédents, plus rude, plus thrash et moins commerciale.
James Hetfield (guitariste et chanteur de Metallica) a écrit cette chanson lorsqu'il était en tournée et loin de sa petite amie (« so close, no matter how far... »). Bob Rock, le producteur de l'album, a suggéré aux membres de Metallica d'incorporer un orchestre dans la chanson. Ils ont finalement fait appel au chef d'orchestre de San Francisco, Michael Kamen, pour les aider dans la recherche d'une mélodie. Une version orchestre/guitare acoustique a ensuite été enregistrée par Metallica et est apparue en face B sur le single de Sad but True au Royaume-Uni.
C'est ce même Michael Kamen qui conduira l'orchestre philharmonique lors de l'enregistrement du double album S&M sur lequel on peut entendre une version de Nothing Else Matters.
À noter que c'est James Hetfield qui joue le solo, comme il avait déjà pu le faire sur la chanson Master of Puppets (de l'album homonyme) durant l'interlude.
En 2021, le groupe annonce la parution d'une nouvelle édition du Black Album, accompagnée du projet The Metallica Blacklist avec des reprises par de nombreux artistes. La chanson y est reprise par Miley Cyrus et Elton John notamment,. Une nouvelle version pour le film de Disney Jungle Cruise sort le 30 juillet 2021. Deux jours plus tard, Nothing Else Matters devient la première chanson du groupe a atteindre le milliard de vues sur la plateforme YouTube.

## Liste des titres
Toutes les paroles sont écrites par James Hetfield.
| 1. | Nothing Else Matters                                                | James Hetfield, Lars Ulrich               | 6:30 |
| 2. | Enter Sandman (live september 28, 1991 at Tushino Airfield, Moscow) | James Hetfield, Lars Ulrich, Kirk Hammett | 5:26 |
| 3. | Harvester of Sorrow (live deptember 11, 1991 at the Liebenau, Graz) | James Hetfield, Lars Ulrich               | 6:02 |
| 4. | Nothing Else Matters (démo)                                         | James Hetfield, Lars Ulrich               | 5:52 |

## Charts

### Année 1992
| Pays             | Chart                        | Meilleure position | Total semaine | Réf    |
| ---------------- | ---------------------------- | ------------------ | ------------- | ------ |
| États-Unis       | Billboard Hot 100            | 31                 | 17            | [ 2 ]  |
| États-Unis       | Mainstream Rock Tracks chart | 11                 | ?             | [ 7 ]  |
| Royaume-Uni      | UK Singles Chart             | 6                  | 11            | [ 8 ]  |
| France           | SNEP                         | 10                 | 21            | [ 9 ]  |
| Suisse           | Swiss Music Charts           | 5                  | 73            | [ 10 ] |
| Pays-Bas         | MegaCharts                   | 4                  | 17            | [ 11 ] |
| Suède            | Sverigetopplistan            | 12                 | 36            | [ 12 ] |
| Australie        | ARIA Charts                  | 8                  | 16            | [ 13 ] |
| Nouvelle-Zélande | RIANZ                        | 11                 | 14            | [ 14 ] |

### Autres entrées
| Année | Pays     | Chart                   | Meilleure position | Total semaine | Réf    |
| ----- | -------- | ----------------------- | ------------------ | ------------- | ------ |
| 1999  | Autriche | Ö3 Austria Top 40       | 6                  | 19            | [ 15 ] |
| 2007  | Norvège  | VG-lista                | 3                  | 12            | [ 16 ] |
| 2008  | Europe   | European Hot 100        | 47                 | 4             | [ 2 ]  |
| 2008  | Danemark | Tracklisten             | 23                 | 9             | [ 17 ] |
| 2008  | Finlande | Finland's Official List | 14                 | 2             | [ 18 ] |

## Certifications
| Pays     | Certification | Ventes certifiées |
| -------- | ------------- | ----------------- |
| Belgique | Or            |                   |

## Reprises
- Apocalyptica (Inquisition Symphony)
- Apoptygma Berzerk for the Paranoia single.
- Bif Naked sur Superbeautifulmonster
- Die Krupps pour l'album tribute The Blackest Album
- Doro
- Jon Oliva, Bob Balch (de Fu Manchu), Lemmy, and Gregg Bissonette for Metallica Assault: A Tribute to Metallica.
- Lissie version folk rock
- Lucie Silvas, version pop avec orchestre en 2006
- Macy Gray
- Yngwie Malmsteen
- Motörhead
- Rev Theory
- Scala and Kolacny Brothers[20],
- Shakira
- Staind on MTV Icons
- Chris Stapleton
- Tarja Turunen
- Tulia
- Godsmack sur l'album Live and Inspired (en) en 2012.
- Steve 'N' Seagulls sur leur album Farm Machine (2015).
- Miley Cyrus, Andrew Watt, Elton John, Yo-Yo Ma, Robert Trujillo et Chad Smith pour le projet The Metallica Blacklist (2021)[3],[21],[4]
- James Newton Howard et Metallica reprennent dans une version instrumentale la chanson en musique d'ouverture du film Disney Jungle Cruise.[22]
- DJ Fabricio Zoro (La Maxima 79), version salsa sur l'album collectif United Salsa DJs (2022).